# Jean-Raymond Toso
Pour les articles homonymes, voir Toso.
Jean-Raymond Toso (né le 17 décembre 1952 à Aulnay-sous-Bois) est un coureur cycliste professionnel français. 

## Biographie
Avant de devenir professionnel, il court sous les couleurs de l'ACBB. Passé professionnel, il fait partie des 21 rescapés du Liège-Bastogne-Liège de 1980, disputé dans des conditions dantesques.  

## Palmarès

### Amateur
- 1975
  - Paris-Briare
  - Paris-Montargis
  - Paris-Épernay
  - 2e du Tour d'Émeraude
  - 3e du championnat d'Île-de-France
- 1976
  - Trophée Peugeot du Nord-Est à Troyes
  - Palme d'or Merlin-Plage
  - 2e de Paris-Roubaix amateurs
  - 2e du Tour de l'Essonne
  - 2e de Paris-Briare
  - 3e de Paris-Évreux
  - 3e de Paris-Ézy
  - 3e de Paris-Vailly
  - 3e de Paris-Épernay
- 1982
  - 3e de Paris-Auxerre

### Professionnel
- 1980
  - 2eb étape du Tour de Corse

## Résultat dans les grands tours

### Tour de France
1 participation
- 1980 : 48e